# 万泉庄遗址
万泉庄遗址，位于中华人民共和国山西省大同市新荣区花园屯乡万泉庄村，已列为山西省文物保护单位。

## 保护
2016年6月6日，万泉庄遗址由山西省人民政府公布为第五批山西省文物保护单位，编号5-3。